# Pablo Escobar (piłkarz)
Pablo Daniel Escobar Olivetti (ur. 12 lipca 1978 w Asunción) – boliwijski piłkarz paragwajskiego pochodzenia występujący na pozycji pomocnika w boliwijskim klubie The Strongest oraz w reprezentacji Boliwii. Znalazł się w kadrze na Copa América 2015.